# Forces armées du Cap-Vert

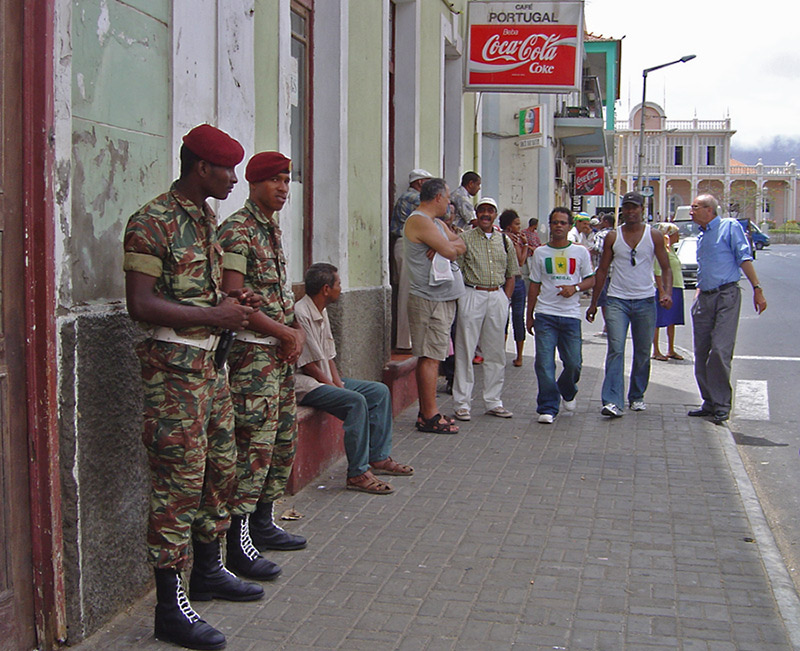
Membres de la police militaire à Mindelo en 2006.

Les forces armées du Cap-Vert, officiellement les forces armées révolutionnaires populaires, comprennent une armée de terre et un corps de garde-côtes pour un total de 1 200 personnels actifs. La conscription est obligatoire au Cap-Vert. En 2005, la part du PNB allouée à la défense du pays était de 0,7 %. 

## Équipement
L'essentiel de l'armement des militaires cap-verdiens est d'origine portugaise, soviétique, chinoise et cubaine

### Armée de terre
L'armée de terre comprend entre autres quelques chars T-54/55, 10 BRDM-2, 18 ZPU-2 et 12 ZU-23-2. Les armes légères proviennent de la Guerre d'indépendance et sont en dotation les :
- pistolets Makarov PM
- fusils SKS,AK-47, AKM cubains, FN FAL et Heckler & Koch G3 (ces deux derniers modèles ont été prises sur les Portugais);
- fusils mitrailleurs Kalachnikov RPK russes ;
- mitrailleuses légères RPD russes et Type 56 chinois
- RPG-7
- DShK
- SKS
- SVD

### Garde-côtes
Les garde-côtes opèrent 3 patrouilleurs. 

#### Aviation navale
| Modèle                 | Origine            | Type                | Entrée en service   | Quantité |
| ---------------------- | ------------------ | ------------------- | ------------------- | -------- |
| Antonov An-26          | Union soviétique   | transport tactique  | 1982                | 3        |
| CASA C-212             | Espagne            | Patrouille maritime | 2008                | 1        |
| Dornier 228            | Allemagne          | Patrouille maritime | 1991                | 1        |
| EMB-110                | Brésil             | transport           | fin des années 1990 | 1        |
| LET L-410 Turbolet UVP | République tchèque | transport           | inc.                | 1        |
| Harbin Z-9             | Chine              | utilitaire          | 2011                | 2        |